# Список Шетландских островов
Данный список содержит перечисление и некоторые характеристики островов Шетландского архипелага, принадлежащего Шотландии.
Шетландские острова (иначе — «Шетладский архипелаг» или «Шетланд») расположены в 100 километрах к северу от материковой части Шотландии. Столицей Шетланд является город Леруик, географически равноудалённый от Бергена (Норвегия) и Абердина (Шотландия). Всего Шетландский архипелаг насчитывает около 300 островов и шхер, из которых обитаемы 16. Самыми большими по величине островами архипелага, кроме Мейнленда, являются Анст, Йелл и Фетлар.
Определение «остров», употребляемое в этом списке, расшифровывается как «…участок суши, окруженный морской водой ежедневно, но не обязательно на всех стадиях прилива. Сюда не включаются объекты, созданные человеком (например, мосты и плотины)».
Существует четыре острова, соединённых с Мейнлендом мостами: Ист-Берра, Уэст-Берра, Трондра и Макл-Ро. Есть также мост между островами Хаусей и Бререй.
На Шетландах нет ни одного места, которое бы располагалось далее чем в пяти километрах от моря. К примечательным местам можно отнести Мавис Гринд (старонорв. «врата пролива»), узкий перешеек (менее 100 метров), разделяющий залив Сент-Магнус и Атлантический океан, лежащие западнее, от Саллом-Во и Северного моря, лежащих к востоку от перешейка.
Геология Шетландских островов представляет сложный комплекс с многочисленными разломами и складчатостями. Эти острова в своё время находились в северной зоне Каледонского горообразования, что проявляется в наличии выходов горных пород льюисианского комплекса, Мойнской супер-группы и далрадианской серии, аналогичными таким же породам Шотландии. Также встречаются отдельные включения красного песчаника и интрузии гранитов. Главная отличительная особенность геологии Шетландского архипелага — наличие на островах Анст, и Фетлар ультраосновных пород: офиолитов, перидотитов и габбро, являющихся остатками дна океана Япета.
Добыча нефти из морских месторождений в водах, окружающих Шетландские острова, оказывает значительное влияние на экономику архипелага. В пост-ледниковый период, около 8150 лет до н. э., Острова пережили цунами с высотой волны до 20 метров, вызванное подводным оползнем Стурегга у берегов Норвегии.
Острова находятся под управлением местного органа самоуправления — Совета Шетландских островов. Острова были заселены в эпоху неолита. Несколько веков они находились под властью
Норвегии, и впервые упоминаются в норвежских сагах.
Археологические раскопки в Ярлсхофе, расположенном у южной оконечности острова Мейнленд, доказали наличие поселений людей на Шетландах со времён бронзового века. Ежегодный фестиваль огня Ап-Хелли-Аа служит напоминанием о норманнском прошлом архипелага.
Острова архипелага подвержены действию ветров и приливов. Для облегчения навигации в архипелаге установлено множество маяков.
Небольшая ветроэнергостанция «Беррадейл» англ. Burradale, принадлежащая компании «Shetland Aerogenerators Ltd.» и расположенная в нескольких километрах от Леруика, в 2005 году поставила мировой рекорд по среднему коэффициенту использования мощности, составивший 58 % за год.
Местный подвид пони («шетландские пони») известен своей силой и выносливостью.

## Основной список
Острова Скалловей — маленький архипелаг на входе в бухту Вейсдейл Во.
Северные острова — название группы островов Шетландского архипелага, в состав которой входит Йелл, Анст, Фетлар и множество мелких островков в проливе Йелл-Саунд.
Согласно имеющимся данным, большинство островов, упомянутых ниже, были в своё время обитаемы неолитическими племенами, пиктами или норвежцами (в соответствующие периоды истории).
Характерной особенностью для названий наивысших точек островов является частое употребление слова «Уод». Как правило, это название носят те возвышенности, которые использовались под маяки или иные предупреждающие сооружения.
| Остров                | Расположение                         | Площадь(гектары) | Население (человек) | Дата последнего обитания     | Высочайшая точка                       | Высота над уровнем моря (м) |
| --------------------- | ------------------------------------ | ---------------- | ------------------- | ---------------------------- | -------------------------------------- | --------------------------- |
| Балта                 | Северные острова                     | 80               | 0                   | Норвежские времена или позже | Макл-Хед (англ. Muckle Head)           | 44                          |
| Бигга                 | Йелл-Саунд                           | 78               | 0                   | 1930-е годы                  |                                        | 34                          |
| Брессей               | Восточнее Леруика                    | 2805             | 384                 |                              | Уод-оф-Брессей (англ. Ward of Bressay) | 226                         |
| Остров Бразер         | Йелл-Саунд                           | 40               | 0                   | 1820-е годы(?)               |                                        | 25                          |
| Бререй                | Аут-Скеррис                          | 55               | 26                  |                              | Бререй-Уод (англ. Bruray Ward)         | 53                          |
| Ист-Берра             | Острова Скалловей                    | 515              | 66                  |                              | Истер-Хёг (англ. Easter Heog)          | 81                          |
| Фэр-Айл               | В стороне от остальных островов      | 768              | 69                  |                              | Уод-Хилл (англ. Ward Hill)             | 217                         |
| Фетлар                | Северные острова                     | 4078             | 86                  |                              | Уод-Хилл (англ. Ward Hill)             | 158                         |
| Фула                  | В стороне от остальных островов      | 1265             | 31                  |                              | (англ. The Sneug)                      | 418                         |
| Хаскосей              | Колгрейв-Саунд, Йелл                 | 275              | 0                   | 1850-е годы                  |                                        | 30                          |
| Хилдасей              | Острова Скалловей                    | 108              | 0                   | 1890-е годы                  |                                        | 32                          |
| Хаусей                | Аут-Скеррис                          | 163              | 50                  |                              | Норт-Хилл (англ. North Hill)           | 53                          |
| Ламба                 | Йелл-Саунд                           | 43               | 0                   | неизвестно                   |                                        | 35                          |
| Линга (Макл-Ро)       | Суарбэкс-Минн (англ. Swarbacks Minn) | 70               | 0                   | неизвестно                   |                                        | 69                          |
| Линга (Блюмалл Саунд) | Блюмалл Саунд, Йелл                  | 45               | 0                   | неизвестно                   |                                        | 26                          |
| Мейнленд              | Мейнленд                             | 96 879           | 17 550              |                              | Ронас-Хилл                             | 450                         |
| Моуса (остров)        | Восточнее Мейнленда                  | 180              | 0                   | с 1841 по 1860 год           | Мид-Филд                               | 55                          |
| Макл-Ро               | Суарбэкс-Минн                        | 1773             | 104                 |                              | Саут-Уод                               | 267                         |
| Носс                  | Брессей                              | 343              | 0                   | 1930-е годы                  | Ноуп-оф-Носс                           | 181                         |
| Оксна                 | Острова Скалловей                    | 68               | 0                   | с 1901 по 1930 год           | Макл-Уод                               | 38                          |
| Папа (Шетланд)        | Острова Скалловей                    | 59               | 0                   | с 1891 по 1930 год           |                                        | 32                          |
| Папа-Литтл            | Суарбэкс-Минн                        | 226              | 0                   | 1840-е годы                  | Норт-Уод                               | 82                          |
| Папа-Стур             | Сент-Магнус                          | 828              | 23                  |                              | Вирда Филд                             | 87                          |
| Сэмфри                | Йелл-Саунд                           | 76               | 0                   | с 1841 по 1880 год           |                                        | 29                          |
| Южная Хавра           | Острова Скалловей                    | 59               | 0                   | 1923 год                     |                                        | 42                          |
| Трондра               | Острова Скалловей                    | 275              | 133                 |                              |                                        | 60                          |
| Анст                  | Северные острова                     | 12 068           | 720                 |                              | Сакса-Ворд                             | 284                         |
| Уя                    | Северный Мейнленд                    | 45               | 0                   | неизвестно                   |                                        | 70                          |
| Юи                    | Северные острова                     | 205              | 0                   | с 1931 по 1960 год           | Уод                                    | 50                          |
| Вейла                 | Грутинг-Во                           | 327              | 2                   |                              | Ист-Уод                                | 95                          |
| Вементри              | Суарбэкс-Минн                        | 370              | 0                   | 1840-е годы                  | Макл-Уод                               | 90                          |
| Уэст-Берра            | Острова Скалловей                    | 743              | 753                 |                              | Хилл-оф-Сандуик                        | 65                          |
| Западная Линга        | Уолси                                | 125              | 0                   | конец XVIII века             |                                        | 52                          |
| Уолси                 | Уолси                                | 1970             | 1034                |                              | Уод-оф-Клетт                           | 119                         |
| Йелл                  | Северные острова                     | 21 211           | 957                 |                              | Холм Арисдейл                          | 210                         |

## Малые острова и шхеры
Данный раздел содержит список необитаемых малых островов архипелага, приливных островов (отделяемых от суши только при высоком приливе) и шхер (которые проявляются только при отливе). Многие малые острова имеют в названии слово «Холм» (англ. Holm), происходящее от древнескандинавского holmr, что означает «маленький круглый островок». Название «Сварта Скерри» (древнесканд. svartar sker, «чёрная шхера») также встречается очень часто, как «Линга» (см. Список островов, называющихся «Линга», означающее в переводе «остров вереска»), «Тэйнг» (древнесканд. tangi), «язык», и «Флэш» (древнесканд. fles, «плоская шхера»). «Хог» (англ. Hog) и «калф» (англ. calf) используются для обозначения маленьких островков, очень часто расположенных рядом с большим островом.

### Малые острова возле Мейнленда
- Северо-восточный Мейнленд: [a] Бронга (англ. Bronga), Флэт-Стэк (англ. Flat Stack), Грин-Айл (англ. Green Isle), Хамера-Хед (англ. Hamera Head), Хеллам (англ. Hellam), Хог-Айленд (англ. Hog Island), Линга (Семпфри)[англ.], Литтл-Холм[англ.], Лонга-Скерри (англ. Longa Skerry), Мид-Хэд (англ. Mid Head), Макл-Холм (англ. Muckle Holm), Макл-Стэк (англ. Muckle Stack), Куилса-Тэйнг (англ. Quilsa Taing), Сэндрифт-Скеррис (англ. Sandrift Skerries), Скарв-Скерри (англ. Scarve Skerry), Скерри-оф-Ланнинг (англ. Skerry of Lunning), Сэк-оф-Скерсонс (англ. Stack of the Skersons), Стэни-Хог (англ. Stany Hog), Суарта-Скерри (англ. Swarta Skerry) (3), Тэйнг (англ. Taing).
- Юг Нестинг-Бей: [б] Климни (англ. Climnie), Корн-Холм (англ. Corn Holm), Каннинг-Холм (англ. Cunning Holm), Фиска-Скерри (англ. Fiska Skerry), Хэри (англ. Haerie), Холм-оф-Скеллистер (англ. Holm of Skellister), Иннер-Водер (англ. Inner Voder), Линга-Скеррис (англ. Linga Skerries), Литла-Биллан (англ. Litla Billan), Макла-Биллан (англ. Muckla Billan), Маккл-Фладдикап (англ. Muckle Fladdicap), Саут-Холм (англ. South Holm), Спентли-Холм (англ. Spentlie Holm).
- Восточный Мейнленд: [в] Эйплин (англ. Aiplin), Эсвик-Скеррис (англ. Aswick Skerries), Бресрин (англ. Brethren), Эсвик-Холм (англ. Eswick Holm), Галт-Холм (англ. Gult Holm), Холм-оф-Калифф (англ. Holm of Califf), Холмс-оф-Ветсленд (англ. Holms of Vatsland), Хо-Стэк (англ. Hoo Stack), Литтл-Холм (англ. Little Holm), Норт-Айл-оф-Глетнесс (англ. North Isle of Gletness), Саут-Холм (англ. South Holm), Саут-Айл-оф-Глетнесс (англ. South Isle of Gletness), (Стэкс-оф-Ветсленд англ. Stacks of Vatsland), Стангер (англ. Stunger), Тейнга-Скерри (англ. Tainga Skerry).
- Южный Мейнленд: [г] Белла-Скерри (англ. Balla Skerry), Биг-Килн (англ. Big Kiln), Биг-Скерри (англ. Big Skerry), Блэк-Скерри (англ. Black Skerry), Броуд-Скерри (англ. Broad Stack), Клоки-Стэк (англ. Clocki Stack), Колсей[англ.], Деда-Скерри (англ. Deda Skerry), Грейт-Скерри (англ. Great Skerry), Хог-оф-Холм (англ. Hog of the Holm), Хог-оф-Несс (англ. Hog of the Ness), Холм-оф-Хеллинесс (англ. Holm of Helliness), Холм-оф-Саунд (англ. Holm of Sound), Хорс-Холм[англ.], Ледис-Холм[англ.], Литтл-Холм[англ.], Литтл-Тайнд (англ. Little Tind), Лонга-Скерри (англ. Longa Skerry), Луз-Лавард (англ. Loos Laward), Льюниги-Скерри (англ. Lyoonigie Skerry), Макл-Халлити (англ. Muckle Hallitie), Орд-Скеррис (англ. Ord Skerries), Райпек-Стэк (англ. Ripack Stack), Скарфа-Скерри (англ. Scarfa Skerry), Скарфи-Скерри (англ. Scarfi Skerry), Скарф-Тейнг (англ. Scarf Taing), Скоттл-Холм (англ. Scottle Holm), Сели-Стэк (англ. Seli Stack), шхеры Лонги-джео (англ. Skerries of Longi-geo), шхеры Саннджео (англ. Skerries of Sunngeo), шхеры Окракуой (англ. Skerry of Okraquoy), Скерсен (англ. Skersan), Скерсанд-Скерри (англ. Skersund Skerry), скала Баронсджео (англ. Stack of Baronsgeo), скала Биллиаджео (англ. Stack of Billyageo), скала Окракуой (англ. Stack of Okraquoy), скала Оттер-Джео (англ. Stack of Otter Geo), Старлинг-Рок (англ. Starling Rock), Суарта-Скерри (англ. Swarta Skerry), Мул (англ. The Moul), Вестер-Скерри (англ. Wester Skerry), Уэйл-Бэк(англ. Whale Back).
- Остров Сент-Ниниенс: Коар-Холм (англ. Coar Holm), Фора-Стэк (англ. Fora Stack), Хай-Херби-Клетт (англ. High Herbi Clett), Хевда (англ. Hevda), Хич-Холм (англ. Hich Holm), Иннс-Холм (англ. Inns Holm), Луз-Хэд (англ. Loose Head), Сэнд-Скерри (англ. Sand Skerry), Суэйн-Холм (англ. Sweyn Holm).
- Юго-западный Мейнленд: [д] Биллиа-Клеттс (англ. Billia Cletts), Блэк-Скерри (англ. Black Skerry), Барвик-Холм[англ.], Кьюр-Холм (англ. Cure Holm), Грискерри (англ. Griskerry), Холм-оф-Мейвик (англ. Holm of Maywick), Хув-Холм (англ. Hoove Holm), Хаусенселлар (англ. Housensellar), Кёрк-Скерри (англ. Kirk Skerry), Литтл-Фогла-Стэк (англ. Little Fogla Stack), Шип-панд (англ. Sheep-pund), Скерри (англ. The Skerry).
- Вейсдейл-Во: [е] Флотта (англ. Flotta), Грина (англ. Greena), Хавра-Скерри (англ. Havra Skerry), Холм-оф-Куойнесс (англ. Holm of Quoyness), Холмс-оф-Хогаленд (англ. Holms of Hogaland), Хоггс-оф-Хой (англ. Hoggs of Hoy), Хой (Шетланд)[англ.], Ингра-Панд (англ. Ingra Pund), Джанк (англ. Junk), Северная Навра[англ.] (англ. North Havra), Скарф-Стейн (англ. Scarf Stane), Сильвер-Скерри (англ. Silver Skerry).
- Уоллс и Сэнднесс: [ж] Ааскерри (англ. Aaskerry), Ааскерри Тейнг (англ. Aaskery Taing), Берга-Стэк (англ. Berga Stack), Боуста-Скеррис (англ. Bousta Skerries), Брага (англ. )Braga, Брох-оф-Уэст-Берраферт[англ.], Бро-Скеррис (англ. Brough Skerries), Бьюд-Стэкс (англ. Buid Stacks), Бурга-Стэкс (англ. Burga Stacks), Бёрнант-Стэк (англ. Burnant Stack), Клетт (англ. Clett) (2), Клей-Стэкс (англ. Cley Stacks), Крэбба-Скерри (англ. Crabba Skerry), Даа-Скерри (англ. Daa Skerry), скала Эрне (англ. Erne's Stack) (2), Фор-Холм (англ. Fore Holm), Голта-Скерри (англ. Galta Skerry), Голта-Стэк (англ. Galta Stack), Гилтарамп (англ. Giltarump), Грейва-Скеррис (англ. Grava Skerries), Грони-Стэк (англ. Groni Stack), Гросса-Стэк (англ. Grossa Stack), Холм-оф-Грютинг (англ. Holm of Gruting), Холм-оф-Сефстер (англ. Holm of Sefster), Уэст-Берраферт (англ. Isle of West Burrafirth), Керк-Холм (англ. Kirk Holm), Лэнг-Стэк (англ. Lang Stack), Литла-Стэк (англ. Litla Stack), Литтл-Флэс (англ. Little Flaes), Лонг-Скерри (англ. Long Skerry), Му-Стэк (англ. Moo Stack), Макл-Флэс (англ. Muckle Flaes), Мьюмен-Скерри (англ. Muman Skerry), Ниэн-Скерри (англ. Neean Skerry), Рив-Скеррис (англ. Riv Skerries), скалы Расна (англ. Rusna Stacks), Сели-Стэк (англ. Seli Stack), шхеры Восточного Пэйла (англ. Skerries of Easter Pail), шхеры Тунасдаал (англ. Skerries of Tunasdaal), шхеры Уэтснесс (англ. Skerries of Watsness), шхера Дейл (англ. Skerry of Dale), шхера Стул (англ. Skerry of Stool), шхера Уик (англ. Skerry of the Wick), Снеп (англ. Snap), Свааба-Стэк (англ. Swaaba Stack), шхеры Тейнга (англ. Tainga Skerries), Бек (англ. The Bak), Хиг (англ. The Heag), Пик (англ. The Peak), Триэ-Уик (англ. Trea Wick), Тёрл-Стэк (англ. Turl Stack).
- Swarbacks Minn & Olna Firth: [з] Баргасту (англ. Burgastoo), Грин-Холм (англ. Green Holm), Хезери-Холм (англ. Heathery Holm), Холм-оф-Берраферт (англ. Holm of Burrafirth), Ингас-Холм (англ. Inga's Holm), Оггар-Холм (англ. Oggar Holm), Скалт (англ. Skult).
- Northmavine: [и] Блэк-Скерри (англ. Black Skerry), Блэк-Скерри Рамнагео (англ. Black Skerry of Ramnageo), Барру-Стэкс (англ. Burroo Stacks), Дор-Холм[англ.] (англ. Dore Holm), Эгилсей[англ.] (англ. Egilsay), Эйне-Стэк (англ. Eina Stack), Гилл-Стэк (англ. Gill Stack), Грюна-Стэк (англ. Gruna Stack), Холм-оф-Калсеттер (англ. Holm of Culsetter), остров Ганнистера (англ. Isle of Gunnister), остров Нибон (англ. Isle of Nibon), остров Ниддистера (англ. Isle of Niddister), остров Вестерхауса (англ. Isle of Westerhouse), Литтл-Осса (англ. Little Ossa), (англ. Moo Stack) (2), Макл-Осса (англ. Muckle Ossa), шхеры Ниста (англ. Nista Skerries), Скарф-Скерри (англ. Scarf Skerry), шхера Эшанесса (англ. Skerry of Eshaness), Стеннес[англ.] (англ. Isle of Stenness), Стивва (англ. Stivva), Сварт-Скерри (англ. Swart Skerry), Таргис (англ. Targies), Брадданс(англ. The Bruddans), Дронгс (англ. The Drongs), Хогг (англ. The Hogg), Ранк (англ. The Runk).
- Норт-Ро: [к] Баска-Стэк (англ. Buska Stack), Барка-Стэк (англ. Burka Stack), Фагла-Несс (англ. Fugla Ness), Голти-Стэк (англ. Galti Stack) (2), Грюна-Стэк (англ. Gruna Stack), Хевда-Скеррис (англ. Hevda Skerries), Иннер-Бус (англ. Inner Booth), скалы Литтл-Грюна (англ. Little Gruna Stacks), Лонга-Скерри (англ. Longa Skerry), Му-Стэк (англ. Moo Stack), Мунга-Скеррис (англ. Munga Skerries), Ниста-Скеррис (англ. Nista Skerries), Оутер-Бус (англ. Outer Booth), Шипс-Стоун (англ. Ship's Stone), шхеры Фагланесс (англ. Skerries of Fuglaness), шхера Скерсаунд (англ. Skerry of Skersound), скала Самра (англ. Stack of Sumra), скала Уэйннья-Нип (англ. Stack of Weinnia-neep), Стьюэк (англ. Stuack), Клейвер (англ. The Cleiver), Хог (англ. The Hog), Рудрэнс (англ. The Roodrans), Стэб (англ. The Stab), скала Тролл-Кона (англ. Troll Kona Stack), скала Валти (англ. Valti Stack), скала Вильма (англ. Wilma Stack).
  - Грюней[англ.] и Рамна-Стэкс[англ.]: Берлкудда (англ. Barlcudda), Фладда (англ. Fladda), Флэ-эсс(англ. Flae-ass), шхеры Голт (англ. Gaut Skerries), Хайтер (англ. Hyter), Офоора (англ. Ofoora), Аутер-Стэк (англ. Outer Stack), Скордар (англ. Scordar), Клаб (англ. The Club), Тюрла (англ. Turla).
- Йелл-Саунд и Саллом-Во: [л] Барк-Стэк (англ. Bark Stack), Биллиа-Скерри (англ. Billia Skerry), Фиш-Холм[англ.] (англ. Fish Holm), Литтл-Ро[англ.] (англ. Little Roe), Лонга-Скерри (англ. Longa Skerry), Ланна-Холм[англ.] (англ. Lunna Holm), Меокаме-Скерри (англ. Meokame Skerry), Норт-Холм-оф-Барраво (англ. North Holm of Barravoe), Аутер-Скерри (англ. Outer Skerry), Панд-оф-Барраво (англ. Pund of Barravoe), Сэнд-Скерри (англ. Sand Skerry), Сеттер-Холм (англ. Setter Holm), Синна-Скерри (англ. Sinna Skerry), Ски-Скерри (англ. Skea Skerry), Саут-Холм-оф-Барраво(англ. South Holm of Burravoe), скала Ставгео (англ. Stack of Stavgeo), Кэстл (англ. The Castle), Флэес (англ. The Flaess), Нип (англ. The Neap), Тролла-Стэк (англ. Trolla Stack), Транка (англ. Trunka), Ангам (англ. Ungam), Везер-Холм (англ. Wether Holm).

a) ^  Ланна-Холм → Кин. б) ^  Кин → Моул-оф-Эсуик. в) ^  Моул-оф-Эсуик → Истер-Рова-Хэд (Леруик). г) ^  Истер-Рова-Хэд → остров Сент-Ниниенс. д) ^  остров Сент-Ниниенс → Аста-Несс. е) ^  Аста-Несс → Фора-Несс. ж) ^  Фора-Несс → Фейс-оф-Ниенс. з) ^  Фейс-оф-Ниенс → Ро-Саунд. и) ^  Ро-Саунд → Файзер. к) ^  Файзер → Пойнт-оф-Феталанд. л) ^  Пойнт-оф-Феталанд → Ланна-Холм.

### Малые острова в окрестностях прочих островов
В непосредственной близости от:
- Бигга: Сигга-Скерри (англ. Stigga Skerry), Юнари[англ.] (англ. Uynarey).
- Остров Бразер[англ.]: Стура-Баа (англ. Stura Baa), Тинга-Скерри (англ. Tinga Skerry).
- Брессей: Фладда Кэп (англ. Flada Cap), Фагла-Скерри (англ. Fugla Skerry), Холм-оф-Беосеттер (англ. Holm of Beosetter), Холм-оф-Круэстер (англ. Holm of Cruester), Холм-оф-Гуниста (англ. Holm of Gunista), Холм-оф-Мел (англ. Holm of Mel), Холм Скерри-оф-Беосеттер (англ. Holm Skerry of Beosetter), Иннер-Скор (англ. Inner Score), Луфа-Баа (англ. Loofa Baa), Аутер-Скор (англ. Outer Score), Стура-Клетт(англ. Stoura Clett).
- Ист-Берра: Холм-оф-Хоус (англ. Holm of Hous), Холм-оф-Папил (англ. Holm of Papil), Пири Хом-оф-Клетт (англ. Peerie Hom of Clett), Скарк-Скерри (англ. Scark Skerry), скалы Хауснесс (англ. Stacks of Houssness), Тейнг-оф-Симбистер (англ. Taing of Symbister).
- Фэр-Айл: Брейти-Стэк (англ. Breiti Stack), Фогил-Стэк (англ. Fogli Stack), Хойлифф (англ. Hoiliff), Лэнг-Кол (англ. Lang Cole), Оа-Стэк (англ. Oa Stack), Пойнт-Сейдер (англ. Point Saider), Стэк-оф-Скру (англ. Stacks of Skroo), Сваби-Кол (англ. Swabi Cole), Барриан (англ. The Burrian), Крив (англ. The Criv), Флесс (англ. The Fless), Килс (англ. The Keels), Скерри (англ. The Skerry).
- Фетлар: Брага (англ. Braga), Калф-оф-Дэи (англ. Calf of Daaey), Дэи (англ. Daaey), Аутер-Бро (англ. Outer Brough), Руир-Холм (англ. Ruir Holm), Скарф-Скерри (англ. Scarf Skerry), Скалы Скамбро (англ. Stacks of Scambro), Стэни-Холм (англ. Stany Holm), Флэшинс (англ. The Flaeshins), Флудир (англ. The Fludir), Ери-Линги[англ.] (англ. Urie Lingey).
- Фула: Арвра-Скерри (англ. Arvra Skerry), Блобрик (англ. Blobrick), Да-Баас-о-Стремнесс (англ. Da Baas o Stremness), Да-Баддл-Стейн (англ. Da Buddle Stane), Да-Глур (англ. Da Gloor), Да-Риппек-Стэк (англ. Da Rippack Stack), Да-Шиппи (англ. Da Sheepie), Да-Скеррис-о-Да-Рокнесс (англ. Da Skerries o da Rokness), Да-Скерри-о-Хеллабрик (англ. Da Skerry o Hellabrik), Гаада-Стэк (англ. Gaada Stack), Хести-Джео (англ. Hesti Geo), Мантави-Стэк (англ. Muntavie Stack).
- Хилдасей[англ.]: Истер-Скор-Холм (англ. Easter Score Holm), Хогг-оф-Линга (англ. Hogg of Linga), Хо-Скерри, восточный и северный (англ. Hoe Skerry), Лэнга (англ. Langa), Линга (Хилдасей)[англ.] (англ. Linga), Ланга-Скеррис (англ. Lunga Skerries), Норт-Скор-Холм (англ. North Score Holm), Санда-Литтл (англ. Sanda Little), Санда-Стур (англ. Sanda Stour), Сварта-Скерри (англ. Swarta Skerry), Нев (англ. The Nev), Скерри (англ. The Skerry), Скалт (англ. The Skult).
- Моуса: Пири-Бэрд[англ.] (англ. Perie Bard).
- Макл-Ро: Бёркс-Скеррис (англ. Burks Skerries), Крог-Холм (англ. Crog Holm), Ли-Скеррис (англ. Lee Skerries), Лотан (англ. Lothan), Марби-Стэкс (англ. Murbie Stacks), Райдин-Стэк (англ. Riding Stack), Спиндл (англ. Spindle), Сваби-Стэк (англ. Swabi Stack), Тэме-Холм (англ. Tame Holm).
- Носс[англ.]: Холм-оф-Носс[англ.](англ. Holm of Noss).
- Аут-Скеррис: Биллиа-Скерри (англ. Billia Skerry), Баунд-Скерри[англ.] (англ. Bound Skerry), Истер-Скерри (англ. Easter Skerry), Филла (англ. Filla), Флэт-Лэмба-Стэк (англ. Flat Lamba Stack), Грюнэй[англ.] (англ. Grunay), Хевда-Скеррис (англ. Hevda Skerries), Хорн-Скерри (англ. Horn Skerry), Лэмба-Стэк (англ. Lamba Stack), Литтл-Баунд-Скерри (англ. Little Bound Skerry), Литтл-Скерри (англ. Little Skerry), Лонг-Гуэн (англ. Long Guen), Макл-Скерри[англ.] (англ. Muckle Skerry), Норт-Бенелип (англ. North Benelip), Олд-Менс-Стэк (англ. Old Man's Stack), Шорт-Гуэн (англ. Short Guen), Саут-Бенелип (англ. South Benelip), Сваба-Стэк (англ. Swaba Stack), Тамма-Скерри (англ. Tamma Skerry), Хогг (англ. The Hogg), Вонгс (англ. Vongs), Уэзер-Холм (англ. Wether Holm).
- Оксна[англ.]: Баллиа-Скерри (англ. Bullia Skerry), Балта (англ. Bulta), Балта-Скерри (англ. Bulta Skerry), Барриан (англ. Burrian), Клейнис (англ. Cheynies), Хогг-оф-Оксна (англ. Hogg of Oxna), Ретта-Скеррис (англ. Retta Skerries), Спуз-Холм (англ. Spoose Holm), Стеггис (англ. Steggies).
- Папа (Шетланд)[англ.]: Хогг-оф-Папа (англ. Hogg of Papa), Папа-Скерри (англ. Papa Skerry), Скерри-оф-Бэг (англ. Skerry of Bag), Вест-Хед-оф-Папа (англ. West Head of Papa).
- Папа-Стур: Аеша-Стэк (англ. Aesha Stack), Боина-Скерри (англ. Boinna Skerry), Борс-Скерри (англ. Borse Skerry), Брей-Холм (англ. Brei Holm), Фогла-Скерри (англ. Fogla Skerry), Форвик-Холм[англ.] (англ. Forewick Holm), Галти-Стэкс (англ. Galti Stacks), Холм-оф-Мельби (англ. Holm of Melby), Кода-Скерри (англ. Koda Skerry), Лира-Скерри (англ. Lyra Skerry), Мэйден-Стэк[англ.] (англ. Maiden Stack), шхеры Куиданесс (англ. Skerries of Quidaness), шхера Ламбанесс (англ. Skerry of Lambaness), Сула-Стэк (англ. Sula Stack), Сват-Скерри (англ. Swat Skerry), Хорн (англ. The Horn), Типтанс-Скерри (англ. Tiptans Skerry), Вилма-Скерри (англ. Wilma Skerry).
  - Ве-Скеррис[англ.]: Геллиогобло (англ. Helliogoblo), Норт-Скерри (англ. North Skerry), Ормал (англ. Ormal), Риверэк (англ. Reaverack), Клабб (англ. The Clubb).
- Южная Хавра[англ.]: Литтл-Хавра (англ. Little Havra).
- Трондра[англ.]: Блэк-Скерри (англ. Black Skerry), Бёрленд-Скерри (англ. Burland Skerry), Грин-Холм (англ. Green Holm), Мерри-Холм (англ. Merry Holm), Скерви-Скерри (англ. Skervie Skerry), Уэйлбэк-Скерри (англ. Whaleback Skerry).
- Анст: Баа-Скеррис (англ. Baa Skerries), Браава-Скеррис (англ. Braava Skerries), Бриндекс (англ. Brindacks), Бру-Холм[англ.] (англ. Brough Holm), Крикис-Чейр (англ. Crickie's Chair), Кадда-Стэк (англ. Cudda Stack), Флодда-Стэк (англ. Flodda Stack), Хааф-Грюней[англ.] (англ. Haaf Gruney), Хевда-Скерри (англ. Hevda Skerry), Хинда-Стэк (англ. Hinda Stack), Холм-оф-Хеогланд (англ. Holm of Heogland), Холм-оф-Ско (англ. Holm of Skaw), Хамла-Стэк (англ. Humla Stack), Хани (остров)[англ.] (англ. Huney), Хантс-Холм (англ. Hunts Holm), Иннер-Флаесс (англ. Inner Flaess), Ланг-Холм (англ. Lang Holm), Лигал-Скерри (англ. Leegal Skerry), Литтл-Флагга (англ. Little Flugga), Литтлвик-Стэк (англ. Littlewick Stack), Лонга-Стэкс (англ. Longa Stacks), Макл-Флагга (англ. Muckle Flugga), Нипна-Стэк (англ. Neapna Stack), Норт-Крога-Скерри (англ. North Croga Skerry), Норт-Холмс (англ. North Holms), Аут-Стак, Ризингс (англ. Reasings), Раунд-Холм (англ. Round Holm), Рамблингс (англ. Rumblings), Раскок (англ. Ruskock), Саунд-Грюней[англ.] (англ. Sound Gruney), Саут-Крога-Скерри (англ. South Croga Skerry), Саут-Холмс (англ. South Holms), Стэкингро (англ. Stackingro), Стекинс-хока (англ. Stackins-hocka), скалы Понди (англ. Stacks of Poindie), Басс (англ. The Buss), Грейн (англ. The Greing), Тейнг (англ. The Taing), Типта-Скерри (англ. Tipta Skerry), Тонга-Стэк (англ. Tonga Stack), Тооа-Стэк (англ. Tooa Stack), Турал-Стэк (англ. Tooral Stack), Тринкс-о-Клейв (англ. The Trinks o' Clave), Вер (англ. The Vere), Арда-Стэк (англ. Urda Stack), Веста-Скерри (англ. Vesta Skerry), Уид-Стэк (англ. Whid Stack), Вилна-Стэк (англ. Wilna Stack), Вурс-Стэк (англ. Wurs Stack).
- Уя[англ.][20]: Биг-Нев (англ. Big Nev), Дорра-Стэк (англ. Dorra Stack), Литтл-Нев (англ. Little Nev), Аут-Шуна-Стэк (англ. Out Shuna Stack), Роберт-Ирвинс-Скерри (англ. Robert Irvine's Skerry), Барриер (англ. The Burrier).
- Юи[англ.][20]: Клива-Скеррис (англ. Cliva Skerries), Скарф-Стэк (англ. Scarf Stack), Уэддер-Холм (англ. Wedder Holm).
- Вейла: Баррир-Стэкс (англ. Burrier Stacks), Гаада-Стэкс (англ. Gaada Stacks), Глюибьюл (англ. Gluibuil), Холм-оф-Брейбистер (англ. Holm of Breibister), Холм-оф-Беррастоу (англ. Holm of Burrastow), Холм-оф-Скепнесс (англ. Holm of Scapness), Хамла-Стэк (англ. Humla Stack), Линга[англ.] (англ. Linga), шхеры Линга (англ. Skerries of Linga), скалы Куиллиан (англ. Stack of the Cuillian).
- Вементри: Блэк-Стейн (англ. Black Stane), Грюна (англ. Gruna), Холмс-оф-Уйэя-саунд (англ. Holms of Uyea-sound), Линга (англ. Linga), Скьюарт-Холм (англ. Skewart Holm), Сваба-Стэкс (англ. Swaba Stacks), Суарбакс-Скерри (англ. Swarbacks Skerry), Хиг (англ. The Heag).
- Уэст-Берра: Этла-Холм (англ. Atla Holm), Блэк-Стэкс (англ. Black Stacks), Фагла-Стэк (англ. Fugla Stack), Иннер-Скерри (англ. Inner Skerry), Макл-Скерри (англ. Muckle Skerry), Ред-Скеррис (англ. Red Skerries), скала Сэндуик (англ. Stack of Sandwick), Трондра-Скерри (англ. Trondra Skerry), Акна-Скерри (англ. Ukna Skerry), Вест-Скерри (англ. West Skerry).
- Западная Линга[англ.]: Бейла-Скерри (англ. Beilla Skerry), Брюз-Холм (англ. Bruse Holm), Калф-оф-Линга (англ. Calf of Linga), Калф-оф-Литтл-Линга (англ. Calf of Little Linga), Калф-оф-Скор-Холм (англ. Calf of Score Holm), Хандер-Холм (англ. Hunder Holm), Кеттил-Холм (англ. Kettil Holm), Литтл-Линга[англ.] (англ. Little Linga), Лонга-Скерри (англ. Longa Skerry), Марра-Флэшинс (англ. Marra Flaeshins), Скор-Холм (англ. Score Holm), Сварта-Скерри (англ. Swarta Skerry), Флэшанс (англ. The Flaeshans), Уэзер-Холм (англ. Wether Holm).
- Уолси: Флэшанс-оф-Сэндуик (англ. Flaeshans of Sandwick), Холм-оф-Сэндуик (англ. Holm of Sandwick), Иннер-Холм-оф-Ско (англ. Inner Holm of Skaw), Исбистер-Холм (англ. Isbister Holm), Муа (англ. Mooa), Нака-Скерри (англ. Nacka Skerry), Ниста (англ. Nista), Аутер-Холм-оф-Ско (англ. Outer Holm of Skaw), Сева-Скерри (англ. Sava Skerry), Скейт-оф-Мааристер (англ. Skate of Maarister), Трота-Стэк (англ. Trota Stack).
  - Восточная Линга[англ.]: Бёрластэк-оф-Рамбл (англ. Burlastack of Rumble), Калф-оф-Линга (англ. Calf of Linga), Флэшанс-оф-Рамбл (англ. Flaeshans of Rumble), Гриф-Скерри (англ. Grif Skerry), Лонга-Скеррис (англ. Longa Skerries), Лонга-Стэкс (англ. Longa Stack), Рамбл (англ. Rumble), Сварта-Скеррис (англ. Swarta Skerries).
- Йелл: Аастэк(англ. Aastack), Бигга (англ. Bigga), Блэк-Скерри (англ. Black Skerry), Остров Бразер[англ.] (англ. Brother Isle), Бро (англ. Brough), Барраво-Чест (англ. Burravoe Chest), Фиш-Холм[англ.] (англ. Fish Holm), Глуп-Холм[англ.] (англ. Gloup Holm), Голд-Скерри (англ. Gold Skerry), Грин-Холм (англ. Green Holm), Грей-Стэк (англ. Grey Stack), Холм-оф-Вест-Сандуик (англ. Holm of West Sandwick), Хорнс-оф-Рок (англ. Horns of the Roc), Кей-Холм (англ. Kay Holm), Линга (Блюмалл Саунд)[англ.] (англ. Linga), Макл-Холм (англ. Muckle Holm), Нипабэк-Скеррис (англ. Neapaback Skerries), Орфасей[англ.] (англ. Orfasay), Аутста-Несс (англ. Outsta Ness), Раг (англ. Rug), Скерри-Вик (англ. Skerry Wick), скалы Стьюс (англ. Stacks of Stuis), Свейна-Стэк (англ. Sweinna Stack), Клеппер (англ. The Clapper), Куидин (англ. The Quidin), Уэйлджео-Стэкс (англ. Whalegeo Stacks), Уилки-Стэк (англ. Whilkie Stack).

## Приливные острова
Сент-Ниниенс Айл соединён с Мейнлендом самым большим активным томболо в Великобритании. Хотя этот «остров» и больше 40 гектаров, однако, он не соответствует принятому в данном списке определению островов, так как бывает полностью окружён водой лишь во время весенних приливов и штормов.
На протяжении весенних приливов остров Хьюни также имеет томболо, соединяющее его с Анстом.